# Turn- und Sportverein München von 1860
Il Turn- und Sportverein München von 1860, meglio noto come TSV 1860 München e in italiano come Monaco 1860, è una società calcistica tedesca, con sede nella città di Monaco di Baviera. Milita in 3. Liga, la terza divisione del campionato tedesco.
La polisportiva, fondata nel 1860, è una delle associazioni sportive più antiche della Germania, mentre la sezione calcistica è stata fondata nel 1899.
È stato, nel 1963-1964, una delle squadre fondatrici della Bundesliga, in cui ha militato complessivamente per 20 stagioni. Nella sua storia ha vinto un titolo tedesco (1965-1966) e due Coppe di Germania (1942, 1963-1964). A livello internazionale, il miglior risultato è il raggiungimento della finale nella Coppa delle Coppe 1964-1965.
Gioca le partite casalinghe al Grünwalder Stadion. I colori sociali sono il celeste e il bianco.

## Storia

### Dalle origini del club alla seconda guerra mondiale
Il Turn und Sport Verein nasce il 17 maggio 1860 con la sezione di ginnastica, alla quale nel 1908 si aggiunse, su iniziativa di Josef Waitzer la sezione di atletica leggera; la sezione calcistica viene invece aggiunta il 6 marzo 1899, un anno prima della nascita del Bayern Monaco, storica rivale. 
Nel 1911 il Monaco 1860 si dota di uno stadio, il Grünwalder, e comincia a giocare nei campionati regionali tedeschi. Da qui, nella stagione 1930-1931 arriva alla finale nazionale: la partita viene persa per 3-2 contro l'Hertha Berlino, ma in questo periodo il club partecipa per due volte alla fase nazionale raggiungendo le semifinali, nelle stagioni 1926-1927 e 1932-1933. Questo è peraltro l'ultimo campionato prima della riorganizzazione del torneo voluta dal regime nazista; i Leoni giocano fino al termine della seconda guerra mondiale nella Gauliga Bayern, campionato che vincono due volte, nelle stagioni 1940-1941 e 1942-1943. Nel 1942 il Monaco 1860 conquista anche il suo primo trofeo nazionale, la Coppa di Germania, dopo aver battuto per 2-0 lo Schalke 04 nella finale.

### Il dopoguerra e gli anni di gloria
Nel dopoguerra la squadra partecipa all'Oberliga Süd, dove però trascorre anche alcuni anni al secondo livello. Vince tuttavia l'ultima edizione della manifestazione, nella stagione 1962-1963, e questo risultato, unito a quelli degli anni precedenti, fa sì che il club sia uno dei sedici ammessi alla prima edizione della Bundesliga; non sono invece ammessi i concittadini del Bayern Monaco, in quanto la federazione decide di non ammettere più di un club per città. In questo anno la squadra, che è guidata da Max Merkel, conquista anche la seconda Coppa di Germania, dopo aver sconfitto per 2-0 l'Eintracht Frankfurt nella finale. I Leoni partecipano così alla Coppa delle Coppe 1964-1965, dove eliminano anche il Torino in semifinale e arrivano alla finale. La partita, che si disputa a Londra contro il West Ham, viene però vinta dagli inglesi 2-0.
Il Monaco 1860 conclude il campionato 1964-1965 al quarto posto, inoltre Rudolf Brunnenmeier è il capocannoniere del torneo. La stagione successiva è migliore: alla fine la squadra conquista il titolo, ottenuto matematicamente dopo il pareggio casalingo contro l'Amburgo nell'ultima giornata. I Monacensi, che hanno in porta Petar Radenković, partecipano così alla Coppa dei Campioni, ma senza più Merkel in panchina: eliminati facilmente i ciprioti dell'Omonia, sono sconfitti negli ottavi dal Real Madrid, che viene comunque battuto in Germania Ovest. A fine stagione conquistano poi il secondo posto in Bundesliga, alle spalle dell'Eintracht Braunschweig.

### 1970-1994: declino e anni bui
Dopo questo periodo di successi, però, i Leoni cominciano a scivolare nella parte bassa della classifica, fino a retrocedere in Regionalliga Süd al termine del campionato 1969-1970. Nel 1972 viene aperto l'Olympiastadion nel quale la squadra si trasferisce, e intanto finisce sempre nelle prime posizioni in Regionalliga; questi piazzamenti la qualificano per il nuovo campionato, la Zweite Bundesliga. La promozione in Bundesliga arriva invece al termine del campionato 1976-1977, dopo aver vinto lo spareggio contro l'Arminia Bielefeld, tuttavia la squadra viene subito retrocessa. Nel giro di pochi anni i Leoni trascorrono altre due stagioni al primo livello, fino a ritrovarsi nuovamente in seconda divisione nella stagione 1981-1982. Il club, anche grazie ai gol del capocannoniere Rudi Völler, conclude questo campionato al quarto posto; tuttavia gli viene negata la licenza, e deve quindi ripartire dai campionati regionali.
I Leoni si iscrivono così all'Oberliga Bayern, inoltre ritornano a giocare al Grünwalder. Rimangono in terza serie fino all'inizio degli anni novanta; nella prima parte di questo decennio passano continuamente dalla seconda alla terza divisione, ma nel 1994 riescono finalmente a risalire in Bundesliga.

### 1994-2004: il ritorno in Bundesliga
Questa volta il Monaco 1860 rimane nella massima divisione per dieci anni. In questo periodo la dirigenza ingaggia giocatori famosi come Abedi Pelé, Thomas Häßler e Davor Šuker, e il club si prende anche la soddisfazione di terminare al quarto posto la Bundesliga 1999-2000. Grazie a questo risultato i tedeschi possono giocare nella UEFA Champions League 2000-2001, anche se, subito sconfitti dal Leeds, non riescono ad accedere alla fase a gironi. Sempre in questi anni si contano anche due partecipazioni alla Coppa UEFA, nelle edizioni 1997-1998 e 2000-2001; anche in questi casi sono però presto eliminati, prima dal Rapid Vienna, poi dal Parma.
Intanto, nel 2002 viene iniziata la costruzione di un nuovo e modernissimo stadio, l'Allianz Arena, che viene portata avanti insieme ai concittadini del Bayern, ma al termine del campionato 2003-2004 arriva la retrocessione in Zweite Bundesliga.

### 2004-2017: gli anni in Zweite e la caduta in quarta serie
Nella stagione 2004-2005 la squadra ritorna a giocare nel Grünwalder Stadion, e rimane in corsa per la promozione fino all'ultima giornata; finisce tuttavia quarta, mentre il terzo posto e la conseguente promozione viene conquistato dall'Eintracht Frankfurt.
Presto però il club manifesta problemi di natura economica, che vengono superati grazie all'aiuto del Bayern Monaco: nel 2006 i Rossi acquistano infatti l'intero pacchetto azionario dell'Allianz Arena, versando così nelle casse del club undici milioni di euro. In questo periodo i Leoni faticano a inserirsi nella lotta per la promozione, e anzi, nella stagione 2008-2009 sfiorano la retrocessione; nella stagione precedente però avevano raggiunto i quarti nella Coppa di Germania, dove erano stati eliminati nei tempi supplementari proprio dai concittadini, che poi avrebbero conquistato il trofeo.
Altri problemi finanziari sono tuttavia alle porte; questa volta vengono risolti dall'investitore giordano Hasan Abdullah Ismaik, che nella stagione 2010-2011 acquista il 49% delle azioni del club, il massimo consentito dalla legge, per diciotto milioni di euro.
Nella stagione successiva la squadra conclude il campionato al sesto posto, e lo stesso risultato viene raggiunto anche nella stagione 2012-2013. Intanto, in gennaio era stato offerto a Sven-Göran Eriksson un ruolo nello staff del club; lo svedese aveva tuttavia deciso di non accettare l'incarico.
Nella stagione 2013-2014 il Monaco disputa un campionato abbastanza tranquillo, piazzandosi al settimo posto.
Nella stagione 2014-2015, però, la squadra resta quasi da subito invischiata nella lotta per non retrocedere. Alla fine della regular season, il 1860 si piazza terzultimo, e perciò è costretto a disputare i play out contro la terza classificata della Dritte Liga, ovvero l'Holstein Kiel. A Kiel finisce 0-0. A Monaco la partita si rivela drammatica: al novantesimo minuto il punteggio è di 1-1, il che consentirebbe al Kiel di venire promosso in Zweite Liga e condannerebbe il 1860 a una dolorosa retrocessione; ma nei due minuti di recupero concessi, il difensore Kai Bülow segna il gol del 2-1, che salva definitivamente i Leoni dalla retrocessione.
Anche la stagione successiva vede il Sechzig lottare per non retrocedere. Nelle ultime giornate, a Benno Moelmann, subentra come allenatore ad interim Daniel Bierofka, tecnico della squadra riserve. Il Sechzig cambia totalmente volto, vincendo partite decisive, come la difficile trasferta con il St.Pauli, e salvandosi con una giornata di anticipo.
La retrocessione in terza divisione giunge al termine della tribolata annata 2016-2017, dopo la sconfitta nel doppio spareggio contro il Jahn Regensburg (1-1 a Ratisbona e 0-2 a Monaco). Per il Monaco 1860 si tratta della prima retrocessione in terza serie dopo 24 anni. Dopo soli tre giorni, a causa della mancata iscrizione al campionato di terza divisione, dovuto a turbolenti conflitti interni alla società, il Monaco 1860 è costretto a ripartire dalla Regionalliga Bayern, la quarta divisione. Come allenatore viene chiamato nuovamente Daniel Bierofka.

### 2017-: la risalita
Nella stagione 2017-2018 il Monaco 1860 vince il girone bavarese della quarta serie, qualificandosi così per uno dei tre spareggi finali, contro il Saarbrücken. Grazie ad un successo in trasferta (2-3) e a un pareggio (2-2) in casa guadagna la promozione in terza divisione, dove l'anno dopo chiude dodicesimo. Nelle stagioni successive la squadra conclude il campionato di Dritte Liga tra il quarto e quindicesimo posto.

## Colori e simboli

### Colori
I colori dell'associazione sportiva sono il verde-oro, mentre quelli della divisione calcio il bianco-celeste. I Leoni di Monaco di Baviera indossano alternativamente negli anni o un completo con maglia celeste con calzoncini e calzettoni bianchi, oppure una maglia a strisce verticali celesti e bianche, con pantaloncini celesti o bianchi e calzettoni bianchi, ma negli ultimi anni sono stati presentati completi con alcune variazioni.

### Simboli ufficiali

#### Stemma
Il simbolo del Monaco 1860 è un Leone con sotto la scritta "1860" in riferimento all'anno di fondazione del club.

## Strutture

### Stadio

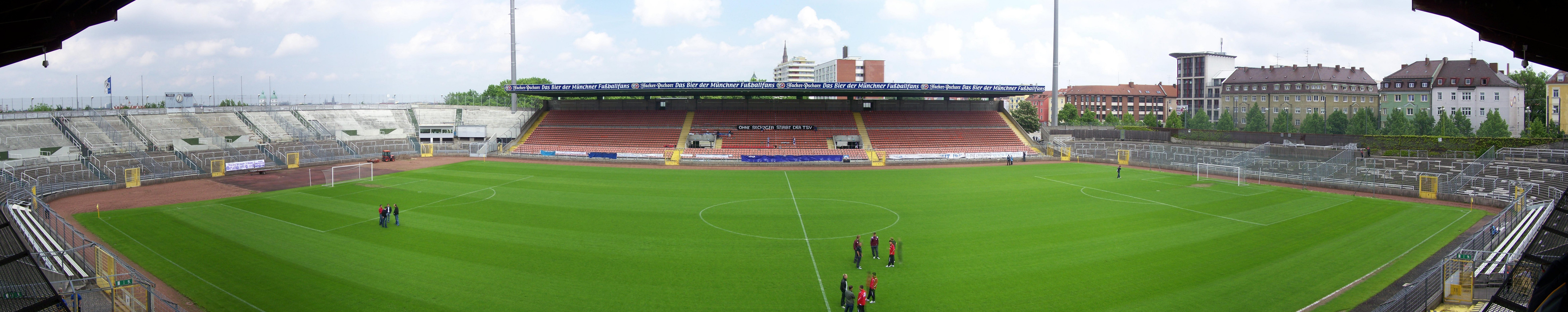
Veduta panoramica del Grünwalder Stadion.

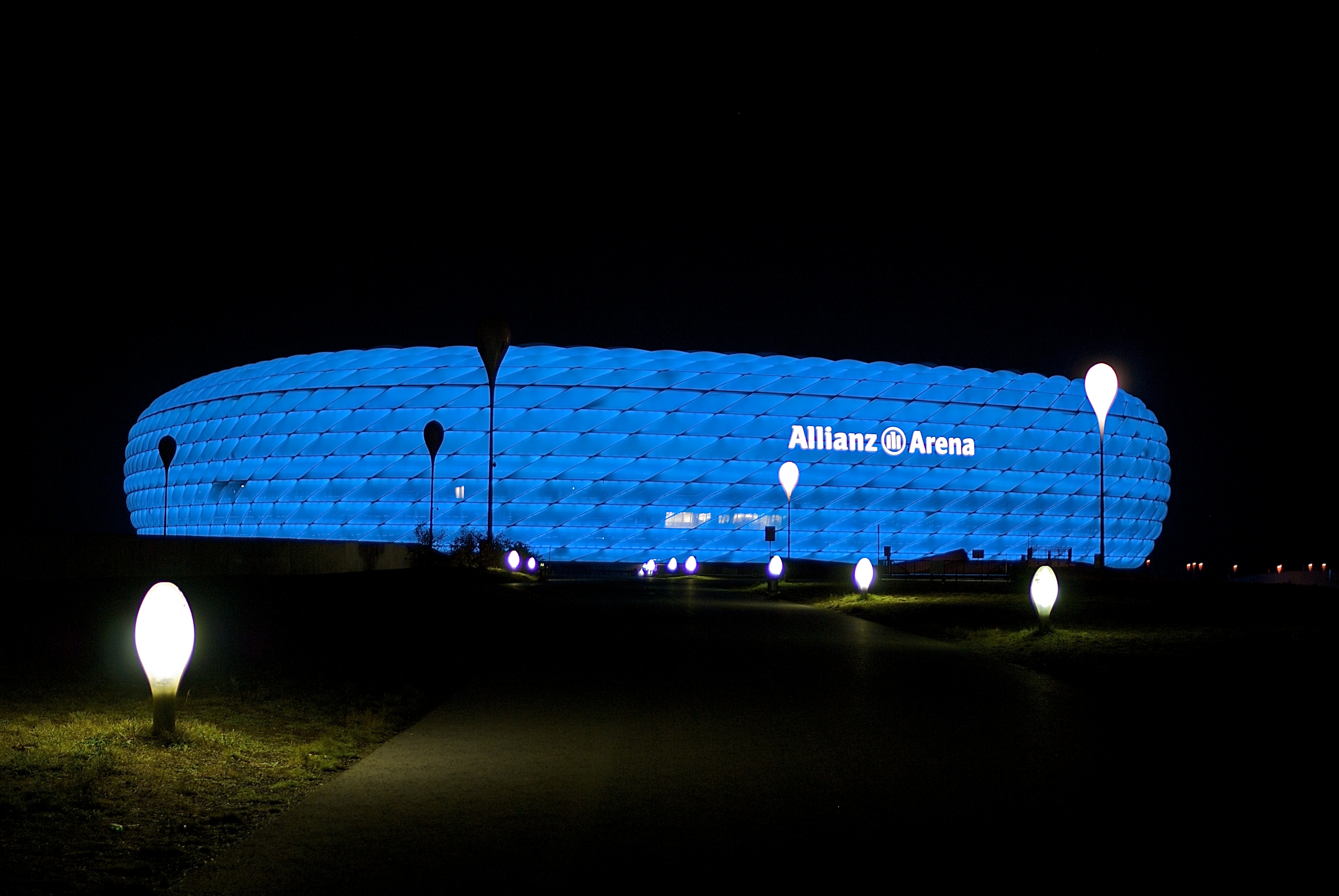
L'Allianz Arena coi colori del Monaco 1860.

Il club gioca le partite casalinghe nel Grünwalder Stadion, che può ospitare 15 000 spettatori e che si trova a Untergiesing-Harlaching, nella periferia meridionale della città. Costruito dal club nel 1911, ha comunque ospitato a lungo anche i concittadini del Bayern Monaco. Nel 1948 viene ricostruito totalmente a seguito dei danneggiamenti subiti nella seconda guerra mondiale, e in seguito è utilizzato con continuità fino al 1972. In questa data la squadra si trasferisce infatti nel nuovo Olympiastadion, che è stato da poco edificato dall'amministrazione cittadina per ospitare i Giochi della XX Olimpiade che si svolgono a Monaco di Baviera. Dotato di una buona capienza, ospita anche le finali dei Mondiali del 1974 e degli Europei del 1988, oltre ad altre partite di queste manifestazioni, oltre a tre finali di Coppa dei Campioni - Champions League e ai campionati europei di atletica leggera 2002. Nuovi trasferimenti al Grünwalder si registrano però durante le cadute del club in terza serie.
Le cose cambiano nel 2002, quando il Bayern e il Monaco 1860, militanti entrambi in Bundesliga, iniziano ad edificare un nuovo stadio: si tratta della modernissima Allianz Arena, che sorge invece nella parte nord della città. L'impianto è agibile dalla stagione 2005-2006, e vanta una capacità di 69 900 persone; è una costruzione ultra tecnologica, capace di illuminarsi all'esterno con i colori della squadra di casa, e che, data la sua forma viene soprannominata Schlauchboot, cioè gommone. Nella sua storia è stato anche sede di sei gare del campionato del mondo 2006, inclusa una semifinale, e della finale della UEFA Champions League 2011-2012.
Intanto però il Monaco 1860 è stato retrocesso in 2. Bundesliga, e nel 2006, a seguito di gravi difficoltà economiche, è costretto a vendere le proprie quote dello stadio: le compra il Bayern per 11 milioni di euro. I due club si sono tuttavia accordati affinché entrambi potessero continuare a giocarci. Nel 2017 avviene quello che al momento è il ritorno definitivo al Grünwalder; ciò in seguito alla retrocessione, questa volta in una delle quarte divisioni tedesche, la Regionalliga Bayern.

## Società

### Organigramma societario
- Robert Reisinger - Presidente
- Heinz Schmidt - Vicepresidente e tesoriere
- Hans Sitzberger - Vicepresidente

### Sponsor
- 1963-1976 adidas
- 1976-1993 Puma
- 1993-1995 Lotto
- 1995-2006 Nike
- 2006-2008 Kappa
- 2008-2011 Erima
- 2011-2015 Uhlsport
- 2015-2020 Macron
- 2020- Nike

## Allenatori e presidenti
Tutti gli allenatori a partire dal 1963, anno di nascita della Bundesliga:
- 1919-1925  Josef Braumüller
- 1925-1928  Max Breunig
- 1928-1930  Richard Dombi
- 1930-1931  Josef Vogl
 Max Breunig
- 1931-1934  Max Breunig
- 1934-1935  Josef Rechenmacher
- 1935-1936  Rudolf Prokoph
- 1936-1937  Josef Braumüller
- 1937-1938  Max Schäfer
- 1938-1939  Dietrich Tillmann
- 1939-1940  Otto Eckhardt
- 1940-1941  Franz Schmeifler
- 1941-1945  Max schäfer
- 1945-1946  Ludwig Goldbrunner
 Gerog Ertl
- 1946-1951  Max Schäfer
- 1951-1952  Josef Molzer
- 1952-1953  Fred Harthaus
- 1953-1956  Max Schäfer
- 1956-1961  Hans Hipp
- 1961-1966  Max Merkel
- 1966-1967  Max Merkel (01 lug.-10 dic.)
 Hans-Wolfgang Weber (17 dic.-14 feb.)
 Gunther Baumann (15 feb.-30 giu.)
- 1967-1968  Albert Sing
- 1968-1969  Albert Sing (01 lug.-31 dic.)
 Hans Pilz (01 gen.-30 giu.)
- 1969-1970  Fritz Langner (01 lug.-12 nov.)
 Franz Binder (13 nov.-30 giu.)
- 1970-1972  Hans Tilkowski
- 1972-1973  Hans Tilkowski (01 lug.-31 ago.)
 Elek Schwartz (01 set.-30 giu.)
- 1973-1974  Rudi Gutendorf
- 1974-1975  Max Merkel (01 lug.-19 apr.)
 Heinz Lucas (20 apr.-30 giu.)
- 1975-1978  Heinz Lucas
- 1978-1979  Heinz Lucas (01 lug.-23 dic.)
 Eckhard Krautzun (26 dic.-30 giu.)
- 1979-1980  Eckhard Krautzun (01 lug.-31 dic.)
 Alfred Baumann (21 set.-27 ott.)
 Carl-Heinz Rühl (28 set.-30 giu.)
- 1980-1981  Carl-Heinz Rühl
- 1981-1982  Václav Halama (01 lug.-14 apr.)
 Willibert Kremer (15 apr.-30 giu.)
- 1982-1983  Kurt Schwarzhuber,  Bernd Schumm (01 lug.-31 dic.)
 Erich Beer (01 gen.-30 giu.)
- 1983-1984  Erich Beer (01 lug.-31 dic.)
 Bernd Patzke (21 set.-20 set.)
- 1984-1985  Octavian Popescu (01 lug.-15 dic.)
 Erich Beer (01 gen.-31 gen.)
 Václav Halama (01 feb.-30 giu.)
- 1985-1986  Václav Halama (01 lug.-31 mag.)
 Dieter Kurz (01 giu.-30 giu.)
- 1986-1987  Fahrudin Jusufi (01 lug.-18 apr.)
 Thomas Zander (19 apr.-30 giu.)
- 1987-1988  Thomas Zander (01 lug.-31 ott.)
 Uwe Klimaschefski (01 nov.-10 mag.)
- 1988-1989  Willi Bierofka
- 1989-1990  Willi Bierofka (01 lug.-20 feb.)
 Karsten Wettberg (21 feb.-30 giu.)
- 1990-1991  Karsten Wettberg
- 1991-1992  Karsten Wettberg (01 lug.-31 mag.)
 Edi Stöhr (01 giu.-30 giu.)
- 1992-2001  Werner Lorant
- 2001-2002  Werner Lorant (01 lug.-18 ott.)
 Peter Pacult (19 ott.-30 giu.)
- 2002-2003  Peter Pacult (01 lug.-11 mar.)
 Falko Götz (12 mar.-30 giu.)
- 2003-2004  Falko Götz (01 lug.-17 apr.)
 Gerald Vanenburg (18 apr.-30 giu.)
- 2004-2005  Rudi Bommer (01 lug.-04 dic.)
 Reiner Maurer (04 dic.-30 giu.)
- 2005-2006  Reiner Maurer (01 lug.-22 gen.)
 Walter Schachner (24 gen.-30 giu.)
- 2006-2007  Walter Schachner (01 lug.-17 mar.)
 Marco Kurz (18 mar.-30 giu.)
- 2007-2008  Marco Kurz
- 2008-2009  Marco Kurz (01 lug.-23 feb.)
 Uwe Wolf (24 feb.-12 mag.)
 Ewald Lienen (13 mag.-30 giu.)
- 2009-2010  Ewald Lienen
- 2010-2012  Reiner Maurer
- 2012-2013  Reiner Maurer (01 lug.-17 nov.)
 Alexander Schmidt (18 nov.-30 giu.)
- 2013-2014  Alexander Schmidt (01 lug.-30 ago.)
 Friedhelm Funkel (07 set.-06 apr.)
 Markus von Ahlen (07 apr.-19 giu.)
 Ricardo Moniz (20 giu.-30 giu.)
- 2014-2015  Ricardo Moniz (01 lug.-23 set.)
 Markus von Ahlen (24 set.-17 feb.)
 Torsten Fröhling (18 feb.-30 giu.)
- 2015-2016  Torsten Fröhling (01 lug.-05 ott.)
 Benno Möhlmann (06 ott.-18 apr.)
 Daniel Bierofka (19 apr.-09 mag.)
 Denis Bushuev (10 mag.-30 giu.)
- 2016-2017  Kosta Runjaić (01 lug.-21 nov.)
 Daniel Bierofka (22 nov.-15 dic.)
 Denis Bushuev (16 dic.-02 gen.)
 Vítor Pereira (03 gen.-31 mag.)
 Daniel Bierofka (09 giu.-30 giu.)
- 2017-2019  Daniel Bierofka
- 2019-2020  Daniel Bierofka (01 lug.-06 nov.)
 Oliver Beer (07 nov.-09 nov.)
 Michael Köllner (10 nov.-30 lug.)
- 2020-2022  Michael Köllner
- 2022-2023  Michael Köllner (9 giu.-25 feb.)
 Maurizio Jacobacci (27 feb.-30 giu.)
- 2023-2024  Maurizio Jacobacci (1 lug.-3 dic.)
 Frank Schmöller (5 dic.-10 gen.)
 Argirios Giannikīs (10 gen.-)

- 1899-1900  Gerog Näher
- 1901-1907  Karl Uhl
- 1908-1913  Nikolaus Schmelz
- 1914-1918  Heinrich Zisch
- 1919  Nikolaus Schmelz
- 1920-1924  Ernst Müller-Meiningen
- 1925-1930  Heinrich Zisch
- 1931-1932  Robert Werner
- 1934-1935  Fritz Ebenböck
- 1936  Ludwig Holzer
- 1937-1945  Emil Ketterer
- 1946  Willi Scholl
- 1947  Alfred Radschuweit
- 1948-1951  Heinz Treptau
- 1952-1969  Adalbert Wetzel
- 1969-1974  Franz Sackmann
- 1974-1981  Erich Riedl
- 1982-1984  Richar Müller
- 1984-1988  Karl Heckl
- 1988-1992  Liselotte Knecht
- 1992-2003  Karl-Heinz Wildmosser
- 2003-2004  karl-Heinz Wildmosser
 Karl Auer
- 2004-2005  Karl Auer
- 2005-2006  Karl Auer
 Alfred Lehner
- 2006-2007  Alfred Lehner
 Albrecht von Linde
- 2007-2008  Albrecht von Linde
- 2008-2010  Rainer Beeck
- 2010-2011  Rainer Beeck
 Dieter Schneider
- 2011-2012  Dieter Schneider
- 2012-2013  Dieter Schneider
 Hep Monatzder
- 2013-2015  Gerard Mayrhofer
- 2015-2016  Siegfried Schneider
 Peter Cassalette
- 2016-2017  Peter Cassalette
- 2017-  Robert Reisinger

## Calciatori

### Vincitori di titoli
- Capocannoniere della Bundesliga: 3

 Rudolf Brunnenmeier (1964-1965)
 Martin Max (1999-2000), (2001-2002)
- Capocannoniere della Coppa di Germania: 1

 Rudolf Brunnenmeier (1963-1964)

## Palmarès

### Competizioni nazionali
- Campionato tedesco: 1

1965-1966
- Coppa di Germania: 2

1942, 1963-1964
- Campionato tedesco di seconda divisione: 1

1978-1979

### Competizioni regionali
- Oberliga: 1

1962-1963
- Gauliga: 1

1940-1941
- 2. Oberliga: 2

1954-1955, 1956-1957
- Fußball-Regionalliga: 1

2017-2018

### Competizioni giovanili
- Blue Stars/FIFA Youth Cup: 1

1967
- DFB-Pokal der Junioren: 2

1999-2000, 2006-2007
- Under-17 Bundesliga: 1

2005-2006

## Statistiche e record

### Partecipazione ai campionati
Nella sua storia il club ha partecipato a lungo nelle massime divisioni nazionali che si sono succedute, ad esempio la Gauliga Bayern e l'Oberliga Süd. Proprio la vittoria nell'edizione finale di quest'ultima competizione fece sì che nel 1963 il Monaco 1860 fosse una delle 16 partecipanti alla prima edizione della neonata Bundesliga, campionato che poi vinse nel 1965-1966.
Dalla stagione 1963-1964 alla 2025-2026 compresa il club ha ottenuto le seguenti partecipazioni ai campionati nazionali:
| Livello | Categoria     | Partecipazioni | Debutto   | Ultima stagione | Totale |
| ------- | ------------- | -------------- | --------- | --------------- | ------ |
| 1º      | Bundesliga    | 20             | 1963-1964 | 2003-2004       | 20     |
| 2º      | Regionalliga  | 4              | 1970-1971 | 1973-1974       | 24     |
| 2º      | 2. Bundesliga | 20             | 1974-1975 | 2016-2017       | 24     |
| 3º      | Oberliga      | 10             | 1982-1983 | 1992-1993       | 18     |
| 3º      | 3. Liga       | 8              | 2018-2019 | 2025-2026       | 18     |
| 4º      | Regionalliga  | 1              | 2017-2018 | 2017-2018       | 1      |

### Partecipazione alle coppe
| Competizione      | Partecipazioni | Debutto   | Ultima stagione | Totale |
| ----------------- | -------------- | --------- | --------------- | ------ |
| Coppa di Germania | 53             | 1936      | 2022-2023       | 53     |
| Coppa di Lega     | 2              | 1972-1973 | 2000            | 2      |

### Partecipazioni ai tornei internazionali
Nei tornei internazionali il club ha raggiunto come massimo traguardo la finale della Coppa delle Coppe 1964-1965, nella quale venne sconfitto dal West Ham Utd. Nell'unica partecipazione alla UEFA Champions League, avvenuta nell'edizione 2000-2001, i tedeschi vennero eliminati dal Leeds Utd nel terzo turno preliminare, mancando così l'accesso al tabellone principale.
Alla stagione 2023-2024 il club ha ottenuto le seguenti partecipazioni ai tornei internazionali:
| Competizione          | Partecipazioni | Debutto   | Ultima stagione | Totale |
| --------------------- | -------------- | --------- | --------------- | ------ |
| Coppa dei Campioni    | 1              | 1966-1967 | 1966-1967       | 2      |
| UEFA Champions League | 1              | 2000-2001 | 2000-2001       | 2      |
| Coppa delle Coppe     | 1              | 1964-1965 | 1964-1965       | 1      |
| Coppa UEFA            | 2              | 1997-1998 | 2000-2001       | 2      |
| Coppa Intertoto UEFA  | 3              | 1996      | 2002            | 3      |
| Coppa delle Fiere     | 4              | 1965-1966 | 1969-1970       | 4      |

## Organico

### Rosa 2024-2025
Aggiornata al 12 Gennaio 2025
| N. |                        | Ruolo | Calciatore        |
| -- | ---------------------- | ----- | ----------------- |
| 1  | Germania (bandiera)    | P     | Marco Hiller      |
| 11 | Germania (bandiera)    | P     | René Vollath      |
| 23 | Kosovo (bandiera)      | P     | Erion Avdija      |
| 4  | Paesi Bassi (bandiera) | D     | Jesper Verlaat    |
| 16 | Italia (bandiera)      | D     | Max Reinthaler    |
| 20 | Germania (bandiera)    | D     | Lukas Reich       |
| 21 | Germania (bandiera)    | D     | Leroy Kwadwo      |
| 24 | Austria (bandiera)     | D     | Raphael Schifferl |
| 25 | Germania (bandiera)    | D     | Sean Dulić        |
| 28 | Germania (bandiera)    | D     | Florian Bähr      |
| 5  | Germania (bandiera)    | C     | Thore Jacobsen    |
| 8  | Germania (bandiera)    | C     | David Philipp     |

| N. |                     | Ruolo | Calciatore         |
| -- | ------------------- | ----- | ------------------ |
| 17 | Germania (bandiera) | C     | Morris Schröter    |
| 18 | Germania (bandiera) | C     | Tim Kloss          |
| 32 | Germania (bandiera) | C     | Moritz Bangerter   |
| 36 | Germania (bandiera) | C     | Tunay Deniz        |
| 37 | Germania (bandiera) | C     | Marlon Frey        |
| 14 | Giappone (bandiera) | C     | Sōichirō Kōzuki    |
| 7  | Germania (bandiera) | A     | Julian Guttau      |
| 10 | Austria (bandiera)  | A     | Fabian Schubert    |
| 27 | Germania (bandiera) | A     | Raphael Ott        |
| 30 | Germania (bandiera) | A     | Maximilian Wolfram |
| 34 | Germania (bandiera) | A     | Patrick Hobsch     |
| 39 | Angola (bandiera)   | A     | Eliot Muteba       |

### Staff tecnico
Dal sito web ufficiale della società.
- Argirios Giannikīs - Allenatore
- Franz Hübl - Vice allenatore
- Stefan Lex - Vice allenatore
- Harald Huber - Allenatore dei portieri
- Philipp Kunz - Preparatore atletico